# Mosze Rozenberg
Mosze Rozenberg (hebr. משה רוזנברג, ur. 15 listopada 1898 w Mariupolu, zm. 11 marca 1987 w Izraelu) – ukraiński Żyd, działacz Ceirej Syjonu, Bejtaru, Brit he-Chajalu, Unii Syjonistów Rewizjonistów. Członek Hagany i dowódca Irgunu w latach 1937–1938. Był żołnierzem armii Republiki Rosyjskiej w 1917 roku oraz oficerem British Army w Palestynie i Egipcie w latach 1940–1945.

## Życiorys

### Młodość
Urodził się 15 listopada 1898 roku w Mariupolu (wówczas Imperium Rosyjskie) w rodzinie Estery i Jechezkela. Jego ojciec był kierownikiem fabryki, w której wytwarzano beczki na ropę.
Ukończył gimnazjum w Batumi, a studia na uniwersytecie w Rostowie nad Donem zakończył po pierwszym roku. Był przewodniczącym ruchu Ceirej Syjon w Batumi, członkiem jego komitetu oraz sekretarzem ruchu ds. żydowskich uchodźców. W 1917 był delegatem Ceirej Syjon na kongresie ruchu w Piotrogrodzie. W 1917 roku wstąpił do Armii Republiki Rosyjskiej i służył w niej w okresie rządów Aleksandra Kiereńskiego jako dowódca kompanii transportowej.
W 1920 roku ożenił się z pochodzącą z Batumi Sarą (z domu Doktorska), z którą miał dwóch synów: Jechezkela i Amirama.

### Alija do Palestyny
W 1921 roku dokonał aliji do Palestyny. Był członkiem Hagany podczas zamieszek w Jafie w 1921 roku. Pracował również w tamtejszym porcie. Z czasem przeniósł się do Jerozolimy, gdzie pracował jako urzędnik w departamencie zdrowia w laboratorium bakteriologicznym. Uczestniczył również w kursie dowódców Hagany razem z Awrahamem Tehomim i Jirmejahu Halperinem.
W 1925 roku powrócił do Tel Awiwu i rozpoczął pracę w handlu. Tam też wstąpił w szeregi Bejtaru oraz Unii Syjonistów Rewizjonistów (Ha-Cohar). W Szkole Instruktorów Bejtaru w Tel Awiwie służył jako zastępca Halperina i odpowiadał za zakup broni na potrzeby kursów przeprowadzanych w szkole. Podczas pogromów ludności żydowskiej w Palestynie w 1929 roku z członkami Bejtaru brał udział w obronie południowych dzielnic Tel Awiwu . Wstąpił w szeregi Hagany Bet zaraz po tym, kiedy założył ją Tehomi. W 1933 roku otrzymał dowództwo nad szkołą w Tel Awiwie. W tym samym roku został mianowany dowódcą Bejtaru w Tel Awiwie. Działał również w Brit he-Chajalu.

### Na stanowisku dowódcy Irgunu
W 1937 roku po tym, jak Tehomi powrócił do Hagany, został szefem sztabu Hagany Bet. W tym samym roku zastąpił Roberta Bitkera na stanowisku dowódcy organizacji, która używała już nazwy Irgun . Okres, w którym sprawował dowództwo nad organizacją, zbiegł się z nasileniem ataków na ludność żydowską podczas powstania arabskiego w Palestynie (1936–1939) . W listopadzie 1937 roku Irgun podjął działania odwetowe zakrojone na szeroką skalę całego mandatu brytyjskiego, co było wbrew przyjętej przej Jiszuw polityce hawlagi. Zostały one potępione przez Agencję Żydowską, która nazwała je atakami terrorystycznymi. Brytyjczycy również podjęli działania przeciwko Irgunowi. Pomimo iż ataki arabskie osłabły, to Rozenberg, obawiający się represji władz mandatowych, przeciwny był eskalacji przemocy i optował za wstrzymaniem się od ataków odwetowych do czasu uspokojenia się sytuacji w mandacie. Sam tłumaczył swoją decyzję brakiem odpowiedniej ilości broni i amunicji. Doprowadziło to do sytuacji, w której część dowódców Irgunu sprzeciwiła się mu i zaczęła podważać jego autorytet. Zarzucano mu także, iż zbyt dużo czasu poświęcał prywatnym interesom, a mniej walce. W 1938 roku sztab zaproponował, aby zastępcą Rozenberga w Irgunie został Dawid Razi’el, co zostało zaakceptowane m.in. przez samego Rozenberga.
W tym samym roku w prywatnych interesach wyjechał na Cypr, gdzie przebywał od lipca do sierpnia. W tym czasie był na bieżącą informowany o sytuacji w Palestynie, ostrzeżono go także, że poszukiwała go policja mandatowa. Z Cypru udał się do Warszawy, w której rewizjoniści przygotowywali się do światowej konferencji Bejtaru we wrześniu. Nieobecność Rozenberga w Palestynie wzmocniła jego opozycję. Zaproponowano Ze’ewowi Żabotyńskiemu, aby nowym dowódcą Irgunu został Razi’el, co zostało zaakceptowane przez przywódcę rewizjonistów. Rozenberg otrzymał list z decyzją Żabotyńskiego podczas podróży do Polski. W Warszawie zaproponowano mu inne stanowiska w organizacjach rewizjonistów, ale odmówił, a jedynym jego życzeniem był powrót do Palestyny.

### Służba w British Army i lata po II wojnie światowej
W 1939 roku powrócił do Palestyny. W porcie w Hajfie zatrzymany został przez policję mandatową. Po zadeklarowaniu jednak, iż nie będzie brał udziału w działaniach podziemia, został zwolniony. Okazało się, że przez cały pobyt w Polsce był śledzony przez Brytyjczyków. Po powrocie angażował się dalej w działalność w Bejtarze.
W 1940 roku, wraz z synem Jechezkelem, zaciągnął się do British Army, stacjonował w Palestynie i Egipcie. Został zdemobilizowany w 1945 roku ze stopniem oficerskim.
Po tym czasie założył przedsiębiorstwo produkujące maszyny drukarskie.
Zmarł 11 marca 1987 roku w Izraelu.